# Kaeo Pongprayoon
Kaeo Pongprayoon (n. 28 martie 1980, Districtul Mueang Kamphaeng Phet, Provincia Kamphaeng Phet, Thailanda) este un boxer ce a reprezentat Thailanda, medaliat olimpic. A participat la o ediție a Jocurilor Olimpice (2012) în care a câștigat o medalie de argint.

## Participări
Lista de mai jos prezintă principalele competiții la care a participat Kaeo Pongprayoon de-a lungul carierei.
- boxing at the 2012 Summer Olympics – men's light flyweight[*]